# 大和町 (岐阜縣)
大和町（日语：／ Yamato chō */?）是日本岐阜縣郡上郡內一個已撤銷的町，面積達152.48平方公里，據2003年10月1日的統計，人口為7,035人，名稱源於公開招募，由當時的合併協議會決定，1955年3月28日由同郡西川村、彌富村和山田村合併成大和村:83，1985年11月1日町制實施後改稱大和町:469，2004年3月1日與同郡白鳥町、八幡町、高鷲村、美並村、明寶村、和良村合併成郡上市，現在分別是郡上市大和町德永、河邊、神路、牧、古道、栗巢、劍、大間見、小間見、萬場、名皿部、島、落部和內谷。

## 位置區劃與地理

### 位置區劃

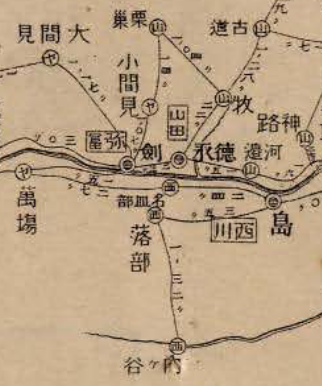
三村時代的大字地圖

大和位於岐阜縣中央或中西部，郡上郡和郡上市的中央靠西面，東面是明寶村和八幡町，南面是八幡町和武儀郡板取村，西面是板取村和福井縣大野郡和泉村，北面是白鳥町。大和整體面積達152.48平方公里，東西長12.08公里，南北長10.37公里，其中約九成為山林，耕地則不足半成，最高點和最低點分別是母袋烏帽子岳和場皿南部，相對高度為1340.9米和238米:3-4。大和總共有14個大字，中心部分是劍和德永，東部是栗巢、古道和牧，南部是河邊和神路，西南部是島，西部是內谷、落部和名皿部，西北部是萬場，北部是大間見，東北部是小間見。

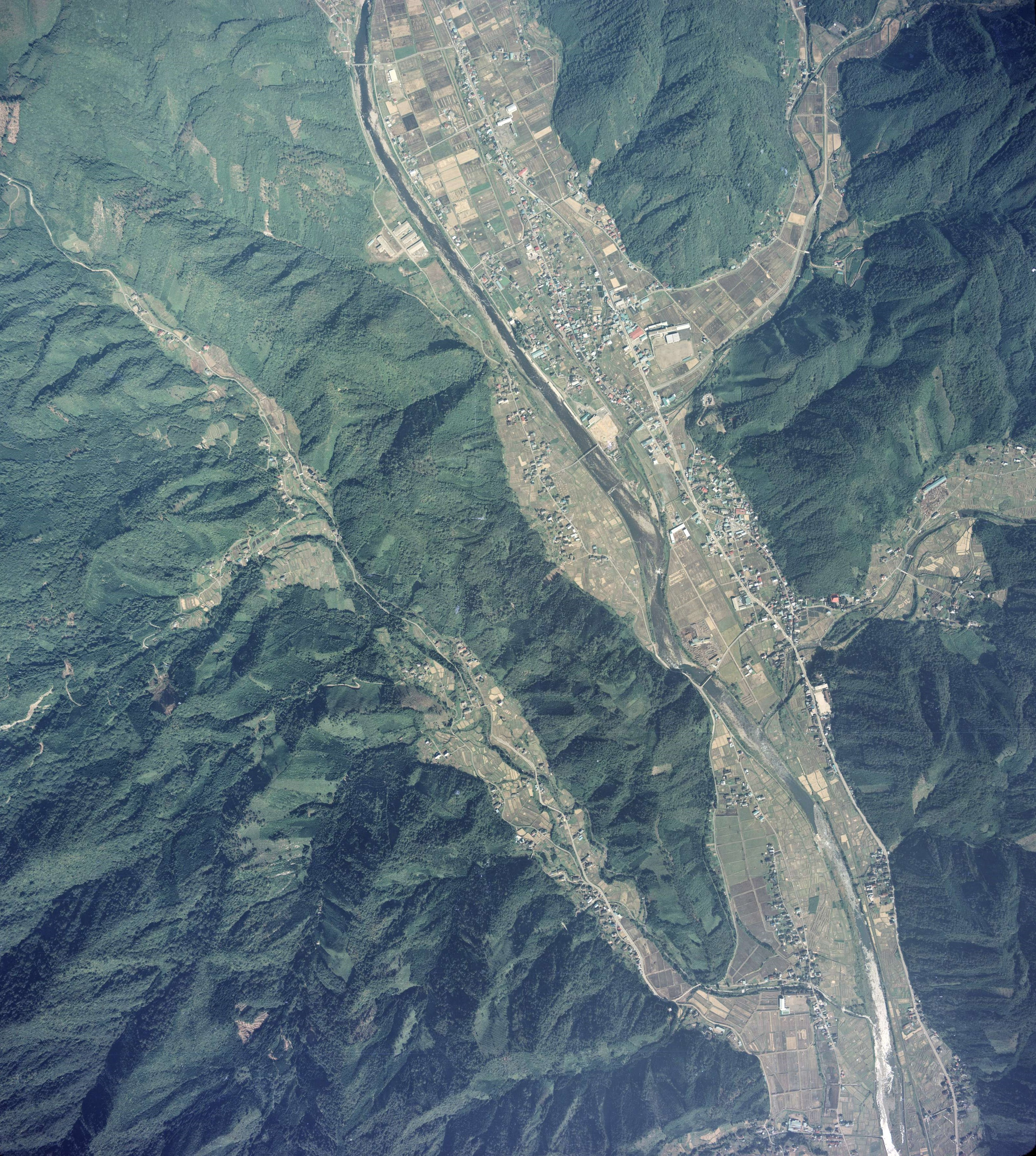
中央是德永，稍為靠西是名皿部，東面是牧，東北面是大間見，南面靠西是島，靠東是河邊，西面和西南是落部，西北是萬場，北面是劍

| 舊市町村 | 大字      | 小字 |
| -------- | --------- | --- |
| 山田村   | 德永      | Bota下（ボタ下）、Botaue（ボタウエ）、Segikane（セギカネ）、大場田、米市、道添、上東田、赤岩、細田、下東田、上東沼、上西田、Nagatoro新田（ナガトロ新田）、河原田、Rinzei（リンゼイ）、Ataka（アタカ）、下岩田、堀上、下向山、中向山、上向山、Tasuba（タスバ）、Nozoe（ノゾエ）、下ta島（下タ島）、落合、大野、Kamabuchi（カマブチ）、清水尻、前田、兼戶、山手、洞之口（洞ノ口）、谷下、谷間hi（谷間ヒ）、下shita田（下シタ田）、下西田、上shita田（上シタ田）、Iriyau（イリヤウ）、上岩田 |
| 山田村   | 河邊      | 坂下、步岐下、大畑、藥師前、長池、中坪、石落、森、井寺、井寺口、Kaujiya（カウジヤ）、Tokuma（トクマ）、熊田、道下、砂山、池之尻（池ノ尻）、仲谷、池之元（池ノ元）、土之上（土ノ上）、上tokuma（上トクマ）、榎本、上之川原（上ノ川原）、尾崎、Miyanohaki（ミヤノハキ）、中島 |
| 山田村   | 神路      | 破岩、下切、中島、茶屋川戶、城下、Teteguchi（テテグチ）、池尻、後會津、東岩田、西岩田、森高切、苧倉切、新田森、井田洞（井田ケ洞）、橫平、本田、左平、酒屋林、上街道、衛國、大畑切、平治郎切、黑洞山、黑口、上柳瀨、Waru洞（ワル洞）、梅咲（梅ケ咲）、久治郎切、新田後、權十郎切、Ara田（アラ田）、Shiyaubu（シヤウブ）、石原、秋松、春山、古宿、Wonji（ヲンジ）、Konashi（コナシ）、Ōkugo（オウクゴ）、三國、向田、田之畑、梅平（梅ケ平）、上之步岐（上ノ歩岐）、Toshiashi洞口（トシアシ洞口）、木戶口切、Nahate（ナハテ）、孫左衛門下ta（孫左衛門下タ）、杉洞（杉ケ洞）、綾目切、綾目前、御門、小廻津、Tsuita洞（ツイタ洞）、Kokekiguchi（コケキグチ）、犬森、Chigo（チゴ）、穴洞、岩suga平（岩スガ平）、中柳瀨、長koba（長コバ）、井之上（井ノ上）、此前、Noma野（ノマ田）、仲ka田（仲カ田）、周戶、Kaba島（カバ島）、野林、正洞、新田、Kuzoyo（クゾヨ）、Saiwaka（サイワカ）、田形、佛岩、大矢會津、稗洞（稗ケ洞）、Suganoma（スガノマ）、井口                                                    |
| 山田村   | 牧        | 巾之下（巾ノ下）、Motogane（モトガネ）、中元金、上元兼、內yashiki（内ヤシキ）、鈴良洞、木蛇次、赤目田、櫻本、田口谷下mo（田口谷下モ）、妙見、居寺、宮之上mi（宮ノ上ミ）、志之脇（志ノ脇）、田畑、前田、森脇、橫平、北戶、杉本、近次、前沼、清水迴、內會津、Hatajiri（ハタジリ）、島、小牧田、清名、木戶口、大門下ta（大門下タ）、野首、Koha谷（コハ谷）、堀上mi（堀上ミ）、堀下mo（堀下モ）、步岐口、沼之上（沼ノ上） |
| 山田村   | 古道      | 繁久、兼賴、井田、房會津、脇會津、陰地、平石、栃洞、厚谷、小厚谷、五本栃、岩野、久末、中北、深洞、Wofusa（ヲフサ）、Shiudo（シウド）、田代、瓢茂會津、獅穴、馬坂、象面、步岐、足代、菅沼、小足代、足代山、向步岐、長野山、田代山、下ta島（下タ島）、長野、水谷 |
| 山田村   | 栗巢      | 步岐脇、宮前、東側、落添、島之上（島ノ上）、內田、竹繼、高冠、東平、西平、西洞、藥師前、日面會津、黑手、中並、落合、正治、北戶切、清水之上（清水ノ上）、田口、島田、中坪、寄定、中島田、領家、繩手並、大瀧、石橋、萬會津、陰地、岩津留、金山、細野、一木、水梨、盆栃、瀧並、空切 |
| 彌富村   | 劍        | 鄉戶、川添、大野口、平田、下矢田、中矢田、東松原、西松原、正德、三角、水坪、樽前（樽ケ前）、蟻野（蟻ケ野）、四日町、淨寅、下田口、柏之木（柏ノ木）、總宮、前田、矢田平、明所平、岩野平、宮洞（宮ケ洞）、明見山、小倉、中野、上矢田、下岩野、上中野、內野、野熊、上岩野、野畔、梨木（梨ノ木）、大門、明見、西野（西ノ野）、下安千葉、上安千葉、久保野、千原、步岐尻、櫃割、Bikuni平（ビクニ平）、毘沙門洞、櫃割平、松林平、桃洞（桃ケ洞） |
| 彌富村   | 大間見    | 橫地、大杉、城山、岡、洲垣內、橫通、曾根、元夕用、江島、岩垣內、中坪、大畑、則重、為氏、井上、周戶、井口、田代、打越、為兼、東洞、島田、小瀨前、友久、實本、重光、開曲、平澤、細野、南栃、北洞、岩田前、稻葉前、一谷、戶屋野、夕用、西內戶、間關、東內戶、石戶、天野洞、古屋、野野尻（野々尻）、寺野（寺ケ野）、藤代、陰地、助平、向川原、川畑、轆轤師、一樂、東大洞、西大洞、石原、雜座、蓑洞 |
| 彌富村   | 小間見    | Zeina（ゼイナ）、重光、小zeina（小ゼイナ）、Ashise（アシセ）、風屋、常保、大月、Fueso（フエソ）、和那手、和田野、大原（大ケ原）、牧野（牧ケ野）、白石 |
| 彌富村   | 萬場      | 野首、中段、上山腰、下山腰、栃棚、松原、藤卷、河淵、和後、平尻、東野、柿洞口（柿ケ洞口）、寺田、矢筒、Kine田（キネ田）、末田、矢場田、日諸田、中畑、池田、池之尻（池ノ尻）、高見、寺會津、宮之浦（宮ノ浦）、蟹澤、小瀨田、田畑、晝飯場、宮瀨（宮ケ瀬）、下島、熊通、神田尻、堤、屋正、Kugo（クゴ）、下中通、上中通、井上洞口、井田、假又、熟shi柿（熟シ柿）、鴨田、島田、後sade（後サデ）、除田、會所田、牛前田、森坪、河部田、庵之後（庵ノ後）、高矢、櫻本、宮之下（宮ノ下）、大門、大中會津、山通、藤國、野尻、西野尻、上田、久田、為助、島會津、北部、步岐口、下前平、千洞、中前平、尾谷、會所洞、上前平、柿洞（柿ケ洞）、井上洞、笹平 |
| 西川村   | 名皿部    | 小川、岩島、平畑、中會津、西田、下會津、中井溝、澤地、正德、井山之下 （井山ノ下）、久仙、中川原、步岐平山、中會津山、土井元、上會津、宮之下（宮ノ下）、池田、步岐田、西田山、小谷洞、豬鹿津山、下屋平、平畑山 |
| 西川村   | 島        | 城下、大野、倉下、山田、松原、中川原、藤路、貝住、福田前、巾通、中島、長石、澤田、橫地、Misa田（ミサ田）、堀下、下大坪、正神路、上大坪、Seiho（セイホ）、Tsukuso（ツクソ）、山陰、梨野（梨ケ野）、池尾、神田、谷戶、杉瀨（杉ケ瀬）、澤、下切、堂淨、八幡、Azuki谷（アズキ谷）、奧田洞、尾林、Moro梅（モロ梅）、宮戶通、澤平、平通、外林、倉通、上洞、下洞、檜sako（檜サコ）、水谷、丸畑、下之切（下ノ切）、真名藪、土木畑、砂田、清水、笹平、井之上（井ノ上）、向、木越、向畑、Taino田（タイノ田）、平matsuba（平マツバ）、周戶、外堀、島、前田、步岐下、Shita田（シタ田）、榎、相戶、宮戶、宮前、岩野、上前田、南、京田、大平、向、坊野（坊ケ野）、小瀨、上wosa（上ヲサ）、下wosa（下ヲサ）、西田、小淵、桑原、步岐尻、下坂、神田通、津久曾通、長石通、木戶口、中島通、木場、岩上、小瀨通、城前、城山下、土井腰、梅之木（梅ノ木）、上丸、上之切（上ノ切）、櫻開地、新九郎下、中島、札畑、井口、井山之下（井山ノ下） |
| 西川村   | 落部      | 常廣、井之平（井ノ平）、古畑、向、清水、板取、宮前、街道畑、向宮前、中向、中屋、桑原、向地野（向地ケ野）、栃不口、林尻、谷多和、乙原、鍛冶野（鍛冶ケ野）、小洞口、橋戶、曾田橋、糠谷、黑之田（黒ノ田）、栃尾、竹原、中坪、小豆洞向、向山平、Naruka（ナルカ）、栃洞、地野（地ケ野）、勝手洞、下坂 |
| 西川村   | 內谷 （） | 下山、下平、瀨戶、上會津、棚元、出會、金山 |

### 地理
大和東部是由位山自大洞峠分出的寒水山脈，此山脈是母袋和上古道與明寶村寒水（現郡上市明寶寒水），以及神路與八幡町河鹿和初音（現郡上市八幡町河鹿和初音）等小駄良川流域地方的邊界。寒水山脈的支脈向西延伸至白鳥町六之里、野添和野留，同時也將神路與栗巢，小間見與栗巢、大間見分成兩邊，大和最高點母袋烏帽子岳位於此山脈，為死火山，其爆發的溶岩在東部形成安山岩質山地。大和西部則是越美山脈及其在內谷峠形成的支脈，朝東南方向延伸的內谷山脈，此山脈將內谷與落部、洞口、福田分隔兩邊，止於八幡町相生（現郡上市八幡町相生），其支脈在落部分出，分隔長良川沿岸的萬場、名皿部和野口。與此同時，朝西南方向延伸的越美山脈部分則形成內谷與和泉村的邊界（現福井縣大野市），其支脈同時也分隔開內谷和板取村（現關市），地質上內谷至落部的山地是福井縣較多的面谷流紋岩系統奧美濃酸性岩類，名皿部、福田和場皿較多為黑矽石，大間見和河邊字坂下則以砂岩為主，大和整體地質也以這兩種岩石為主。河流方面，長良川從北面沿大和的中央流向南面，大和內的長良川長達8.7公里，其支流龜尾島川則流入內谷，此外尚有大間見川、栗巢川、神路川和落部川等支流:1-13，長良川流域本身亦是奧長良川縣立自然公園的一部分。氣候方面，大和受到位山分水嶺山脈的影響，夏天屬於天晴日數較多的太平洋側氣候，冬天則是溫差較大的日本海側氣候，最高氣溫是38℃，最低氣溫是零下15.7℃，全年平均溫度是12.9℃，降雨量是2,754.7毫米，積雪量一般少於94厘米，不過在五六豪雪時，德永錄得194厘米，落部是250厘米，母袋則達至350厘米:1-13，為豪雪地帶、積雪寒冷特別地域之一。此外，大和也是振興山村、特定農山村和邊地。
| 大和町                                                                                        | 大和町       | 大和町       | 大和町       | 大和町       | 大和町       | 大和町        | 大和町        | 大和町        | 大和町        | 大和町       | 大和町       | 大和町       | 大和町           |
| 月份                                                                                          | 1月          | 2月          | 3月          | 4月          | 5月          | 6月           | 7月           | 8月           | 9月           | 10月         | 11月         | 12月         | 全年             |
| --------------------------------------------------------------------------------------------- | ------------ | ------------ | ------------ | ------------ | ------------ | ------------- | ------------- | ------------- | ------------- | ------------ | ------------ | ------------ | ---------------- |
| 平均高温 °C（°F）                                                                             | 6.2 (43.2)   | 6.5 (43.7)   | 11.5 (52.7)  | 17.7 (63.9)  | 22.5 (72.5)  | 25.8 (78.4)   | 29.2 (84.6)   | 30.1 (86.2)   | 27.0 (80.6)   | 21.8 (71.2)  | 16.8 (62.2)  | 10.4 (50.7)  | 18.8 (65.8)      |
| 日均气温 °C（°F）                                                                             | 1.3 (34.3)   | 1.6 (34.9)   | 5.0 (41.0)   | 11.6 (52.9)  | 16.2 (61.2)  | 20.5 (68.9)   | 24.3 (75.7)   | 25.0 (77.0)   | 21.2 (70.2)   | 15.6 (60.1)  | 9.3 (48.7)   | 3.4 (38.1)   | 9.7 (49.5)       |
| 平均低温 °C（°F）                                                                             | −1.7 (28.9)  | −1.4 (29.5)  | −1.2 (29.8)  | 7.8 (46.0)   | 12.1 (53.8)  | 18.1 (64.6)   | 21.5 (70.7)   | 21.9 (71.4)   | 18.7 (65.7)   | 11.2 (52.2)  | 7.2 (45.0)   | 1.0 (33.8)   | 9.6 (49.3)       |
| 平均降水量 mm（）                                                                             | 193.1 (7.60) | 166.0 (6.54) | 131.6 (5.18) | 223.6 (8.80) | 217.3 (8.56) | 286.1 (11.26) | 385.9 (15.19) | 327.3 (12.89) | 315.7 (12.43) | 183.6 (7.23) | 191.3 (7.53) | 133.2 (5.24) | 2,754.7 (108.45) |
| 来源：《大和村史》（平均高溫和低溫：1977年至1980年，平均氣溫和降水量：1971年至1980年:39、41） |              |              |              |              |              |               |               |               |               |              |              |              |                  |

## 歷史
位於大間見字友久的友久遺跡出土了日本舊石器時代的黑曜石製刀形石器，另外在落部字中屋的正信寺前田地則出土了介乎於舊石器時代至繩紋時代的黑曜石製有舌尖頭器:122-123。繩紋時代初期遺跡有福田遺跡、友久遺跡和藤代遺跡等等，中期遺跡有橫通遺跡和大畑遺跡等等，出土了繩紋土器等各種文物:130-137、142-157。彌生時代遺跡則有劍中矢田遺跡和藥師下段遺跡等等，出土了彌生土器等各種文物:186-189。古墳時代方面，大和至少有12座古墳，分別是福田1號墳、福田2號墳、福田3號墳、丸山1號墳、丸山2號墳、丸山3號墳、熊田古墳、藥師平古墳、神塚古墳、藥師平2號墳、大畑古墳和無名古墳等等:198-199。進入平安時代後的齊衡2年閏4月19日（855年6月7日），郡上郡從武儀郡獨立，根據《和名類聚抄》記載，郡上郡總共分為四個鄉，分別是郡上、安群、和良和栗原，推測大和在栗原鄉的範圍之內:260-262。

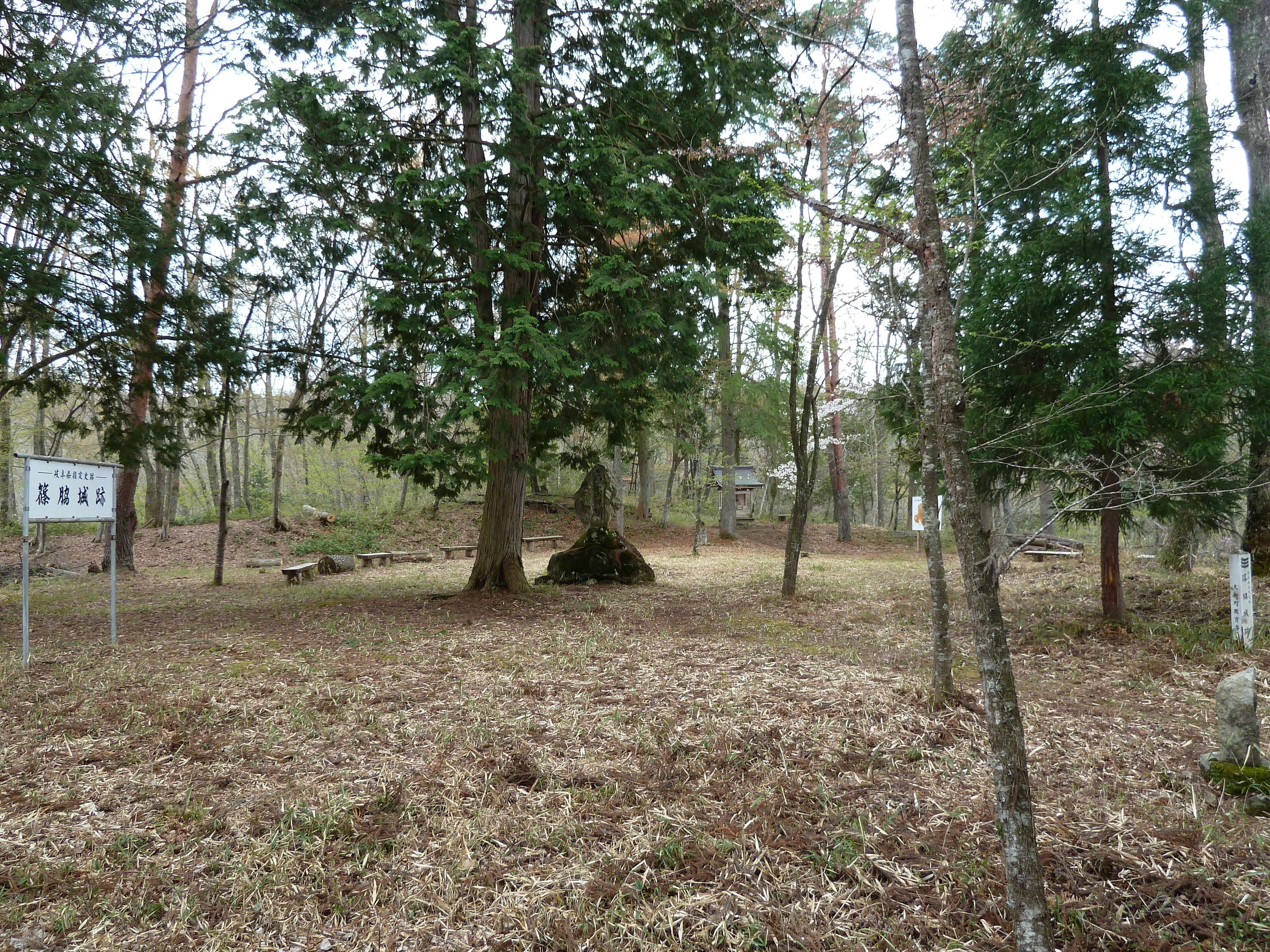
篠脇城

進入鎌倉時代後，大和推測位於莊園山田庄的範圍之內，山田庄最初是待賢門院御願寺法金剛院領的一部分，待賢門院死後成為其女上西門院的領地，上西門院死後由宣陽門院繼承，並且讓源通親進行管理，宣陽門院死後原本由養女鷹司院繼承，不過最終落入後深草天皇之手:283-284。承久之亂後，東氏入主山田庄，並且興建阿千葉城，城下町為萬場和劍一帶，稱為野田鄉:288-289，後來轉移至位於牧的篠脇城。進入南北朝時代後，東氏作為北朝一方跟隨美濃守護土岐氏轉戰美濃各地。應永16年（1409），東師氏病重，守護土岐賴益趁機來襲，但是最終被擊退。享德之亂爆發後，東常緣奉足利義政之命前往解決千葉宗家的紛爭，雖然擊敗馬加康胤和原胤房，不過面對古河公方的大軍則陷入苦戰。與此同時，京都爆發應仁之亂，美濃守護土岐成賴為西軍一員，其守護代齋藤妙椿認為東氏雖然沒有明確表明立場，不過由於常緣是室町幕府奉公眾等理由，促使其突襲篠脇城。根據《鎌倉大草紙》記載，遠在他方的常緣得知失去根據地後以和歌寄意，成功與妙椿達成和議，得已重歸故土:374-379。文明3年（1471年），宗祇為了讓常緣替其進行古今傳授而到訪篠脇城，大和因此有「古今傳授之里」的稱號。天文9年（1540年）9月和翌年，朝倉氏先後攻打篠脇城均敗走。另一方面，常緣的末子盛胤在神路興建木越城，自稱為遠藤氏，其孫遠藤盛數是東常慶的女婿。永祿2年（1559年）8月，常慶之子常曉希望迎娶盛數兄弟胤緣之女不果，在神路一帶命家臣以鐵砲射殺胤緣。得知此事的盛數與胤緣之子遠藤胤俊聯手擊敗常曉。其後，盛數將領地的一半讓予胤俊，及後出仕於齋藤氏、織田信長和豐臣秀吉。天正16年（1588年），領有郡上約二萬七千石的遠藤氏被減封至加茂郡一萬四千石和近江日野一千石:439-440，郡上改由稻葉貞通入主:443。
慶長5年（1600年），關原之戰爆發前，慶隆靠攏東軍，遠藤胤直則加入西軍，最終慶隆和金森可重聯手擊敗胤直與貞通，是為八幡城合戰:444-449。關原之戰最終由東軍獲勝，貞通被移封至豐後臼杵，慶隆則得已重新入主郡上，郡上藩成立:536-537。進入江戶時代後，郡上雖然先後由井上氏、金森氏和青山氏入主，不過大和一直以來均是郡上藩領。寬文年間（1611年至1673年），遠藤常友開墾新田，促使劍村石高增加約300石，同時也開墾萬場和場皿新田（現島）等地。延寶5年（1677年），延寶騷動爆發，同年3月大間見村的百姓向藩廳請願，要求減少年貢等各種稅項。寶曆4年至8年（1754年至1758年），郡上一揆爆發，一揆首領的傘連判状中有東俁村（現古道）的太郎右衛門和和西俁村（現栗巢）的孫兵衛的署名，劍村的藤次郎和太郎右衛門則作為箱訴願人而被處死。安政3年（1856年）12月，郡上藩打算讓農民承擔藩的債務，不滿的農民在德永村的恩善寺聚集商討對策，最終以郡上藩撤回告終。
廢藩置縣後，郡上藩改組為郡上縣:13，其後美濃國內各縣在明治4年11月22日（1872年1月2日）合組成岐阜縣，並且在翌年10月10日（1872年11月10日）引入大區小區制，大和所在的郡上劃分為第九大區，其中勝皿村（現郡上市八幡町有坂）、坪佐村（現郡上市八幡町有坂）、島萬場村（現島）、名皿部村、落部村、內谷村、萬場村和今萬場村（現萬場）是三小區，劍村、口神路村（現神路）、中神路村（現神路）、河邊村和德永村是四小區，西俁村、母袋村（現栗巢）、小間見村和大間見村六小區、上神路村（現古道）、東俁村和牧村是七小區。1875年1月，勝皿村和坪佐村合併成有坂村，場皿村和島萬場村合併成島村，萬場村和今萬場村合併成萬場村，口神路村和中神路村合併成神路村，西俁村和母袋村合併成栗巢村，東俁村和上神路村合併成古道村。大區小區制廢除後，在聯合戶長役場制度下，劍村、大間見村和小間見村合組為一村，島村、落部村、名皿部村、萬場村、內谷村和有坂村合組為一村，德永村、牧村、古道村、栗巢村、河邊村和神路村合組為一村。1889年7月1日，《町村制》開始實施，萬場村移至與劍村等的組合村，內谷村則併入落部村。1897年引入《郡制》後，德永等的組合村合併成山田村，劍等組合村合併成彌富村，島村等的組合村則合併成西川村:30-39。
在昭和大合併的背景下，三村開始摸索合併，最初雖然對於役場位置存在分歧，不過最終一致通過讓岐阜縣作決定，大和的名稱則源於公開招募，由各村的審議會各選出十個名稱，然後由合併協議會作最終決定，當時不少人提議三鄉、三重、三和、三輪以及大和等名稱，其中最多人提議三鄉，不過最終決議命名為大和:80-83，根據《角川日本地名大辭典》的說法，大和有三村合併而變得非常親密（大きく和する）的意思。原屬彌富村大間見的稗洞地區在三村合併時，雖然表態希望併入牛道村，可是由於在當時變更邊界的話會涉及有坂地區，可能阻礙合併過程，同時牛道村也快將合併成白鳥町，因此希望在合併後才實施，最終稗洞地區於1956年10月5日併入白鳥町，並且改稱為日枝洞，同時向七反田和七反田（現郡上市白鳥町那留）均併入白鳥町。與此同時，原屬西川村的有坂地區也表態希望併入八幡町，最終在1957年4月1日併入至八幡町（現郡上市八幡町有坂）。1961年4月1日，大間見字一谷的一部分與白鳥町進行境界變更，翌年4月1日島字下洞的一部分與八幡町進行境界變更:84-86。1970和1971年度，岐阜縣在大和實施集落再編成事業，將內谷的22戶、落部字乙原、字地野、字黑之田的七戶以及大間見字田代的一戶，總共30戶，其中六戶遷出大和，剩餘24戶則遷至劍字岩野以及島字周戶:457。1985年11月1日，大和村實施町制後改稱大和町。翌年7月24日，大和與岐南町結成姊妹町:469、471。2004年3月1日，大和與同郡白鳥町、八幡町、高鷲村、美並村、明寶村、和良村合併成郡上市。

## 政治
在日本眾議院選舉中，大和在中選區制時期屬於岐阜縣第2區，在第28屆日本眾議院議員總選舉中，有效選票是4,005票，其中自由民主黨的平野三郎取得最多的2,733票。改制至小選舉區制和比例代表制後，大和分別屬於岐阜縣第4區以及東海比例代表區，岐阜4區一直以來均由自民黨控制，先後由藤井孝男和金子一義擔任議員。在日本參議院選舉中，大和屬於岐阜縣選舉區，合併成郡上市前的議員分別是自民黨的大野艷子、民主黨的平田健二、無黨派的松田岩夫以及民主黨的山下八洲夫。地方選舉方面，郡上郡在岐阜縣議會中佔兩席，1951年至1967年由大和的鷲見浩平當選，其後在1956年時出任副議長，1959年、1963年和1965年更先後三度擔任議長，其後山田元治在1967年當選，直至1977年死去為止三度當選。1979年，郡上郡的議席減至一席，山下運平在1987年時當選。在1983年4月10日舉行的縣議會議員選舉中，大和的投票人數是3,898人，投票率是73.48%，而在1987年1月27日舉行的岐阜縣知事選舉中，投票人數則是4,359人，投票率為80.96%:456-457。地方首長方面，大和村成立時由原彌富村長高橋德次郎出任村長，其後山田元治和山下運平先後就任村長，町制實施後山下運平和籏勝美先後擔任町長:84、455。地方議會方面，原本三村總共47名村議會議員也直接過渡，為期一年:84，1956年時議席為22席，1968年時減至18席，分為第一選區（彌富，8席）、第二選區（山田，6席）和第三選區（西川，4席），1972年時廢除小選舉區制，改行大選區制，議席再減至16席，在1976年3月21日實施，當時投票率達97.46%，總共4,987人參與投票:456，合併前的議席是14席。

## 宗教

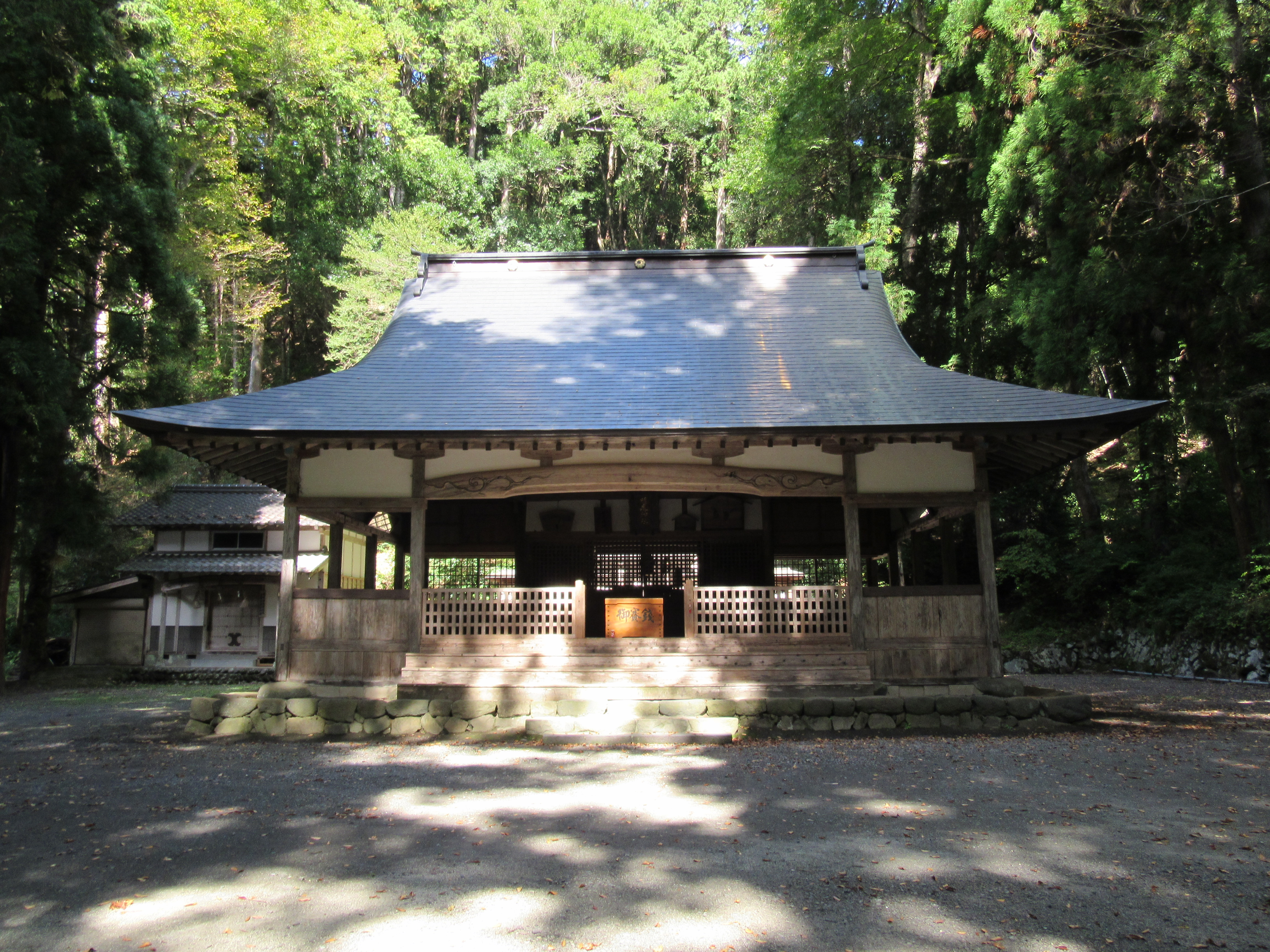
明建神社

大和有29座神社，其中三座為鄉社，分別是位於牧字妙見的明建神社、大間見字重光的白山神社以及島字宮前的七代天神社，25座是村社，分別是位於德永字堀上的多賀神社、河邊字Miyanowaki（ミヤノワキ）的河邊神社、神路（口神路）字森高切的白山神社、神路（中神路）的白山神社、古道字平石的白山神社、古道（上神路）字中北的白山神社、栗巢字宮前的熊野神社、下栗巢字領家的白山神社、上栗巢字石橋的白山神社、上栗巢字落合的白山神社、牧字Togane（トガネ）的八神神社、牧字內會津的水神神社、牧字步岐口的八幡神社、牧字森脇的白山神社、劍字中野的金劍神社、大間見字中坪的八幡神社、大間見字為氏的白山神社、大間見字戶屋野的多賀神社、小間見字常保的諏訪神社、萬場字Kugo（クゴ）的熊野神社、萬場字大門的南宮神社、名皿部字小谷洞的白山多賀神社、島字外林的若宮八幡神社、島（場皿）字笹平的神明神社、落部字宮前的日吉神社，另外尚有位於島字桑原的八幡神社。近代社格制度廢止後，岐阜縣的神社改為採用由岐阜縣神社廳制定的金、銀和白幣社制度，上述神社中，明建神社、金劍神社、大間見字重光的白山神社和七代天神社是銀幣社，德永字堀上的多賀神社、河邊神社、神路（口神路）字森高切的白山神社、神路（中神路）的白山神社以及古道字平石的白山神社是白幣社:690-712。佛寺方面，大和有16座寺院，其中13座是屬於真宗大谷派，分別是位於古道字菅沼的照願寺、栗巢字日面會津的西寶寺、栗巢字田口的應德寺、德永字Sekigane（セキガネ）的恩善寺、大間見字實本的清淨寺、大間見字岩會津的教圓寺、大間見字橫地的了泉寺、小間見字重光的心宗寺、劍字小倉的淨圓寺、萬場字寺會津的長德寺、名皿部字西田的林昌寺、島字宮戶的信樂寺以及落部字中屋的正信寺，剩餘3座是淨土真宗本願寺派，分別是位於古道字中北的西念寺、神路字古宿的法圓寺和大間見字藤代的圓光寺。此外，也有約32座堂祠:712-738。

## 人口
| 統計年度 | 德永 | 河邊 | 神路 | 牧  | 古道 | 栗巢 | 劍    | 大間見 | 小間見 | 萬場 | 名皿部 | 島    | 落部 | 內谷 | 參考資料 |
| -------- | ---- | ---- | ---- | --- | ---- | ---- | ----- | ------ | ------ | ---- | ------ | ----- | ---- | ---- | -------- |
| 1995年   | 643  | 301  | 396  | 344 | 291  | 364  | 1,579 | 610    | 138    | 837  | 215    | 1,236 | 143  | —    | [ 31 ]   |
| 2000年   | 566  | 295  | 389  | 343 | 256  | 350  | 1,557 | 604    | 139    | 856  | 209    | 1,301 | 139  | —    | [ 32 ]   |

根據1872年的元郡上縣各村明細帳記載，各村的人口如下，上神路（65人）、中神路（290人）、口神路（273人）、河邊（298人）、德永（286人）、牧（467人）、東俁（450人）、西俁（377人）、母袋（287人）、劍（979人）、萬場（588人）、今萬場（176人）、大間見（969人）、小間見（251人）、名皿部（268人）、島馬場（865人）、場皿（86人）、落部（281人）、內谷（86人）、坪佐（86人）和勝皿（58人），總共7,486人:27，大和村成立時的人口是1,695戶，總共9,271人:83。合併前的大和男女人口分別是3,382人和3,653人，總人口是7,035人，15歲以下人口是1,125人，15歲至64歲的勞動人口是4,013人，65歲或以上的老齡人口是1,897人。

## 經濟
大和在1971年3月31日獲指定為農業振興地域，1974年2月12日開始實施農村產業法，山田地區的口神路、中神路、上神路、牧三田、下古道、上古道、下栗巢2、下栗巢3、上栗巢、彌富地區的中劍東、上劍、口大間見上4和5、大間見助平、大間見一樂、大間見重光、大間見蓑洞、小間見、中万場、下万場、西川地區的福田、洞口和落部則是指定棚田地域，農地面積達495公頃，其中410公頃是水田，其餘是旱田，有926戶從事農業，銷售額達4億日元左右，其中稻米佔約3億日元，另外同時從事林業的有691戶，整體範圍達4,776公頃。第二產業方面，總共有692人從事相關工作，最多人從事的是電子機械器具製造業（137人），出貨額達13億日元左右。從事批發和零售的共有84處，其中僅13處從事批發，總計銷售額達83億日元左右，零售佔其中的54億日元左右，主要來自飲料和食品相關的零售業，佔其中約19億日元。
金融機構方面，山田村栗巢信用和購買組合和山田村古道信用和購買組合在1907年2月8日成立，其後隨著山田村信用和購買組合成立而解散。1915年7月，小間見信用購買販賣組合成立，其後西川信用組合在1918年成立，小間見信用購買販賣組合在1919年隨著彌富信用和購買組合成立而在同年3月解散。1948年5月15日，西川農業協同組合成立，彌富農業協同組合和山田農業協同組合也先後在5月25日和5月30日成立，1969年3月1日合併為大和農業協同組合:114-117，1990年與白鳥町農協、高鷲村農協合併成奧美濃農協，2003年4月1日，奧美濃農協與中濃農協、郡上農協、美濃加茂農協、可兒農協在2003年4月1日合併成惠美濃農業協同組合。另一方面，德永郵便取扱所在1882年1月15日啟用，1885年5月改稱德永郵局，1925年11月1日再改稱為山田郵局，1941年2月1日成為特定郵局，1946年3月1日改稱大和郵局:353-354。此外，彌富郵局在1938年4月1日作為沒有收集和遞送的郵局而啟用，設於劍:357-358。此外，上有知銀行曾經在德永設有分店，百二十八銀行也在下劍曾經設有彌富分店:186，現在僅餘八幡信用金庫在劍設有分店。

## 交通和教育

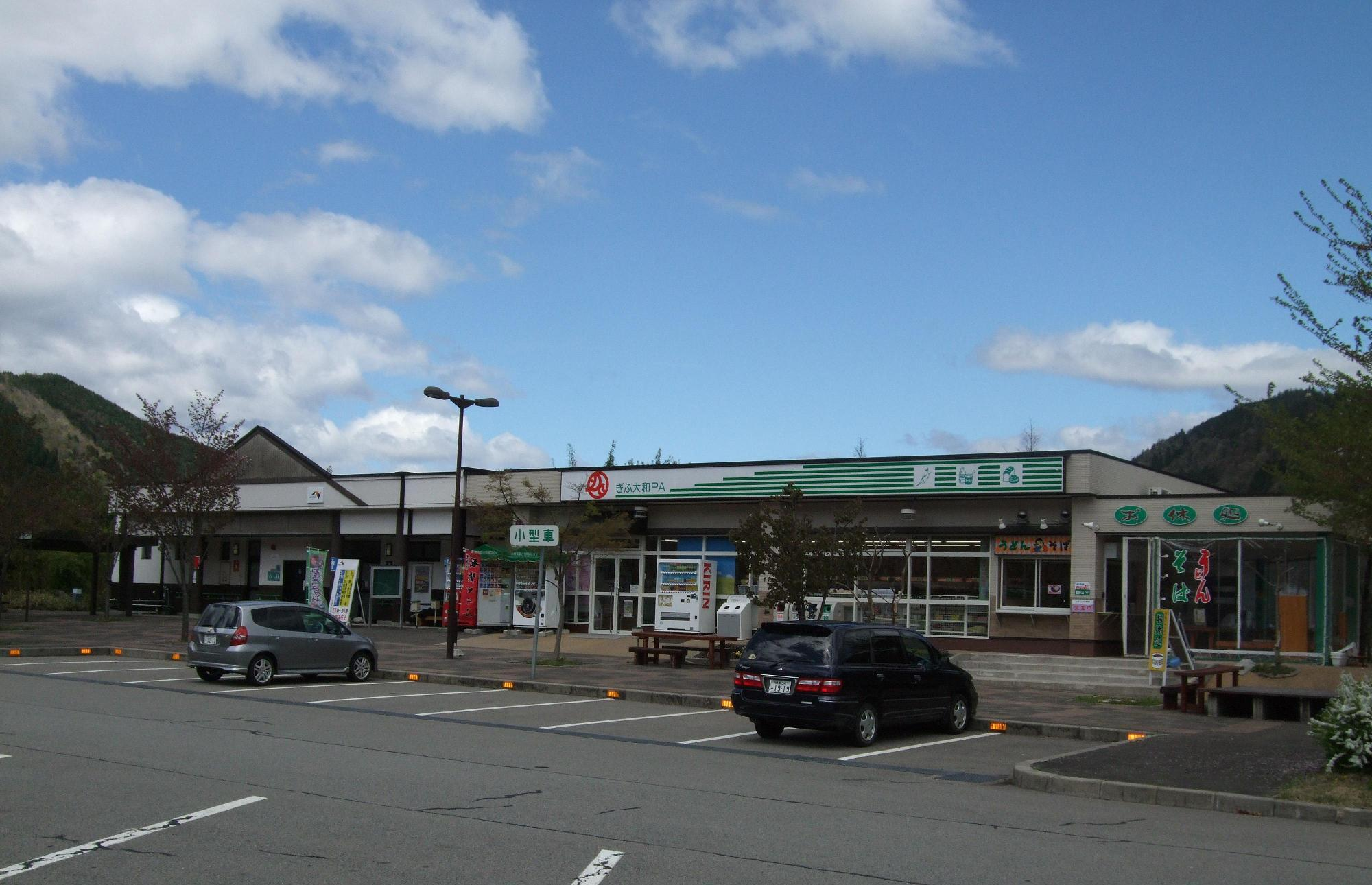
岐阜大和停車區

### 交通
道路方面，大和有東海北陸自動車道（岐阜大和交流道和岐阜大和停車區）、國道156號、主要地方道岐阜縣道52號白鳥板取線、岐阜縣道61號大和美並線、一般縣道岐阜縣道317號劍大間見白鳥線以及岐阜縣道318號寒水德永線等等:320-322。公共交通方面，長良川鐵道在大和設有山田站、德永站、郡上大和站、萬場站和上萬場站:336-339。另外，岐阜巴士曾經在大和設有大間見線、落部線和栗巢線，國鐵巴士也曾經設有大間見線，不過岐阜巴士在1977年3月31日便已經停駛，翌年3月落部線和栗巢線也隨之停運，國鐵巴士大間見線也於1986年12月10日，在長良川鐵道從日本國有鐵道接手經營越美南線後停止運作:332，仍然運作的尚有大和睦鄰巴士。

### 教育
學前教育方面，大和設有幼兒教育中心山彥園，初等教育方面，大和設有南小學校、西小學校、北小學校和第一北小學校，過去則曾經設有北小學校名皿部分校、北小學校東彌分校、北小學校大間見分校、西小學校內谷第一分校、西小學校內谷第二分校、西小學校落部分校、南小學校神路分校、東小學校古道分校、東小學校上栗巢分校以及東小學校，中等教育方面設有大和中學校，過去則設有北中學校北分教場、西中學校、南中學校、北中學校、大和中學校內谷分校、下栗巢分校以及上栗巢分校:568-574。